# جنگ‌های اعراب و خزرها
جنگ های عرب و خزر گِردایه‌ای از جنگ ها و درگیری‌ها میان خانات خزر در برابر خلفای راشدین، اموی و عباسی و خاندان‌های خراج‌گزارشان بود. مورخان معمولاً دو دورهٔ اصلی درگیری، جنگ نخست اعراب – خزرها (پیرامون ۶۴۲–۶۵۲) و جنگ دوم عرب–خزر (پیرامون ۷۲۲–۷۳۷)، را از هم جدا می‌کنند ولی رویارویی نظامی عرب و خزر دربرگیرندهٔ یورش‌های پراکنده و درگیری‌های جداگانه از میانهٔ سدهٔ ۷ تا سال‌های پایانی سدهٔ ۸ میلادی نیز بود.
جنگ‌های عرب و خزر پیامد تلاش‌های خلافت اموی برای چیره شدن بر فراقفقاز و قفقاز شمالی بود، جایی که خزرها از قبل نشیمن داشتند.
نخستین یورش عرب که در دههٔ ۶۴۰ میلادی و اوایل دههٔ ۶۵۰ رخ داد با شکست اعراب به رهبری عبد الرحمن بن ربیع در خارج از شهر خزریِ بلنجر پایان یافت.
در دههٔ ۷۱۰، با یورش‌ها به عقب و جلو در سراسر کوه‌های قفقاز، جنگ‌ها با خلافت دوباره آغاز شد.
عرب توانستند به رهبری سردارهای برجسته جراح بن عبدالله و مسلمه بن عبدالملک، دربند و حتی پایتخت خزر جنوبی بلنجر را تصرف کنند، ولی این کامیابی‌ها تأثیر چندانی در خزرهای کوچ نشین که به حملات ویران‌گر در اعماق فراقفقاز ادامه می‌دادند، نداشت. در یکی از این یورش‌ها، در سال ۷۳۰، خزرها در نبرد اردبیل با تحمیل شکست بزرگی به نیروهای بنی امیه، جراح را کشتند، ولی سال دیگر به نوبهٔ خود شکست خوردند و به سمت شمال پس رانده شدند. مسلمه پیش از اینکه در ۷۳۲ با مروان بن محمد (در آینده: خلیفه مروان دوم) جایگزین شود دربند را که به یک پایگاه بزرگ نظامی و مستعمره عرب تبدیل شده بود، دوباره تصرف کرد. هنگامی‌که مروان بن محمد یک لشکر بزرگ را به پایتخت خزر یعنی آتیل در استان ولگا رهبری کرد یک دوره جنگ نسبتاً محلی تا سال ۷۳۷ درگرفت. عرب‌ها پس از پذیرش نوعی تسلیم از سوی خاقان، عقب‌نشینی کردند.
درگیری‌های ۷۳۷ با تثبیت دربند به عنوان شمالی‌ترین پایگاه مسلمانان و تأمین چیرگی مسلمانان بر فراقفقاز پایان جنگ گسترده میان دو قدرت بود. در همان زمان، ادامهٔ جنگ، قوای بنی امیه را تضعیف نمود و به سرنگونی نهایی دودمان اموی توسط انقلاب عباسی که چند سال بعد رخ داد، کمک کرد. پس از آن روابط میان مسلمانان قفقاز و خزرها جدای از دو حملهٔ خزر در دههٔ ۷۶۰ و در ۷۹۹ (که از تلاش‌های ناموفق برای ایجاد اتحاد از راه ازدواج میان فرمانداران عرب یا اُمرا محلی قفقاز و خاقان خزرها برمی‌خاست) عمدتاً همراه با سازش بود. جنگ‌های گاه‌به‌گاه در این سرزمین میان خزرها و حکومت‌های مسلمان قفقاز تا زمان فروپاشی دولت خزر در سال‌های پایانی سدهٔ ۱۰ ادامه داشت، اما جنگ‌های بزرگ سدهٔ ۸ میلادی دیگر رخ نداد.

## بن‌مایه
- همکاری‌کنندگان ویکی‌پدیا، «Arab–Khazar wars»، ویکی‌پدیای انگلیسی، دانشنامهٔ آزاد (بازیابی ۲۹ بهمن ۱۳۹۹)

1. ↑  Blankinship 1994, p. 106.